# Dynamenella josephi
Dynamenella josephi är en kräftdjursart som beskrevs av Peter W. Glynn 1968. Dynamenella josephi ingår i släktet Dynamenella och familjen klotkräftor. Inga underarter finns listade i Catalogue of Life.